# Tia Texada
Tia Texada, pseudonimo di Tia Nicole Tucker (Lake Charles, 14 dicembre 1971), è un'attrice statunitense.

## Biografia
Dopo l'esordio con una piccola parte in Dal tramonto all'alba di Robert Rodriguez, ha al suo attivo numerose partecipazioni sia per produzioni cinematografiche come Betty Love, Tredici variazioni sul tema, Il tredicesimo piano e In linea con l'assassino, sia per produzioni televisive.
Nonostante la sua lunga carriera, il successo è arrivato nel 2002, quando il pubblico americano l'ha conosciuta nella serie Squadra emergenza, dove interpretava il Sergente Maritza Cruz, al comando di una squadra anti-crimine; infatti è stato proprio il suo personaggio a dettare il destino delle ultime tre stagioni di questo telefilm.
Terminato Squadra Emergenza nel 2005, ha partecipato ad alcuni film tra cui The Line-Up dove interpreta Angel Peraza. Il film ha ispirato una possibile serie televisiva omonima, della quale è stato girato un pilot.
La sua canzone Driving You Crazy è presente come sottofondo in un episodio di Dawson's Creek. Inoltre Tia è apparsa in diversi video musicali dell'artista brasiliano Alexandre e del sudamericano Iviano. Ha prestato la sua voce per la serie animata Static Shock.

## Filmografia parziale

### Cinema
- Dal tramonto all'alba (From Dusk Till Dawn), regia di Robert Rodriguez (1996)
- L'ombra del dubbio (Shadow of Doubt), regia di Randal Kleiser (1998)
- Paulie - Il pappagallo che parlava troppo (Paulie), regia di John Roberts (1998) - voce
- Il tredicesimo piano (The Thirteenth Floor), regia di Josef Rusnak (1999)
- Betty Love (Nurse Betty), regia di Neil LaBute (2000)
- Bait - L'esca (Bait), regia di Antoine Fuqua (2000)
- Tredici variazioni sul tema (Thirteen Conversations About One Thing), regia di Jill Sprecher (2001)
- Glitter, regia di Vondie Curtis-Hall (2001)
- In linea con l'assassino (Phone Booth), regia di Joel Schumacher (2002)
- Spartan, regia di David Mamet (2004)

### Televisione
- I ragazzi di Malibu (Malibu Shores) – serie TV, 10 episodi (1996)
- Static Shock – serie TV, 9 episodi (2000-2004)
- Squadra emergenza (Third Watch) – serie TV, 56 episodi (2002-2005)
- The Unit – serie TV, episodi 2x9-3x1 (2006-2007)
- Chuck – serie TV, episodi 4x4 (2010)
- Huge - Amici extralarge (Huge) – serie TV, 6 episodi (2010)